# Melissa Ponzio
Melissa Ponzio, född 3 augusti 1972, är en amerikansk skådespelare.
Hon är mest känd för sin karaktär som Scotts mamma Melissa MaCall i TV-serien Teen wolf.

## Biografi
Ponzio föddes i New York City. I slutet av 1990-talet fick hon mindre roller i TV-serier som Dawson's Creek, One Tree Hill, Drop Dead Diva, CSI: Crime Scene Investigation, The Gates, NCIS, The Following och Banshee.
Ponzio är känd för sin återkommande roll som Angie i dramaserien Army Wives (2007–2009), och som Melissa McCall i MTV:s tonårsdrama Teen Wolf (2011–2017). År 2013 hade hon en återkommande roll som Karen i AMC:s dramaserie The Walking Dead.